# Авила Камачо, Мануэль
Мануэ́ль А́вила Кама́чо (исп. Manuel Ávila Camacho; 24 апреля 1896 года, Тесьютлан, штат Пуэбла, — 13 октября 1955 года, Мехико) — Президент Мексики с 1 декабря 1940 года по 30 ноября 1946 года. Военный министр в 1937—1939 годах в правительстве радикала Ласаро Карденаса. Мексиканцы ласково называли его «Джентльмен-президент» («Эль Пресиденте Кабальеро»).
Искусный дипломат, умеренный и осторожный политик, сумел разрешить конфликт, возникший в 1938 году при национализации собственности иностранных нефтяных компаний, и наладить сотрудничество с США и их союзниками во время Второй мировой войны.

## Биография
Родился в Тесьютлане, в небольшом, но экономически важном городке в Пуэбле, в семье Мануэля Авила Кастильо и Эуфрозины Камачо Белло. В 1914 году он вступил в армию в качестве младшего лейтенанта и к 1920 году достиг звания полковника. В том же году он стал начальником штаба штата Мичоакан под руководством Ласаро Карденаса и стал его близким другом. Он выступил против восстания 1923 года бывшего революционного генерала Адольфо де ла Уэрта.
После военной службы в 1933 году вышел на политическую арену в качестве исполнительного директора Секретариата национальной обороны и в 1937 году стал министром национальной обороны. В 1940 году был избран президентом Мексики.
Он защищал рабочий класс, создав в 1943 году Мексиканский институт социальной безопасности (IMSS). Он работал над уменьшением уровня неграмотности, продолжал земельную реформу и объявил о замораживание арендной платы в интересах малообеспеченных граждан.
Он продвигал избирательную реформу и в 1946 году принял новый закон о выборах. Этот закон установил ряд критерий, которым должна была соответствовать любая политическая организация, чтобы быть признанной политической партией. В экономическом плане он проводил индустриализацию страны, которая приносила пользу лишь небольшой группе населения, и неравенство в доходах росло. Вторая Мировая война стимулировала мексиканскую промышленность, которая росла примерно на 10 % ежегодно между 1940 и 1945 годами, а мексиканское сырье подпитывало военную промышленность США.

### Покушение
10 апреля 1944 года Авила Камачо был в Национальном дворце и в 9:30 направлялся в свой кабинет, чтобы приступить к работе. Он пересёк внутренний двор, в то время как почётный караул исполнял марш. Когда он выходил из лифта, к нему подошёл тридцатиоднолетний лейтенант артиллерии Хосе Антонио де ла Лама-и-Рохас, убеждённый синархист. Авила первым поприветствовал офицера, после чего Де ла Лама спросил его: «Господин президент, как у вас дела?», на что тот ответил: «Как дела? Ты что делаешь?», после чего злоумышленник выстрелил в президента из своего пистолета 45-го калибра. Президент не пострадал, так как под костюмом у него был бронежилет, бросился на нападавшего и обезоружил преступника. Недолго думая, уже в лифте Авила спросил Де ла Ламу о мотивах преступления, на что услышал: «В нашей стране нет ни свободы, ни справедливости; нам, военным, не разрешают входить в церкви или ложи в униформе». Позднее в официальных отчётах говорилось, что находясь под стражей Де ла Лама пытался бежать, поэтому был застрелен, и скончался 12 апреля того же года от перитонита.

### Поздние годы
После отставки с поста президента Авила Камачо ушёл из политики, и занялся сельским хозяйством на своей асьенде, где разводил крупный рогатый скот, разбил фруктовый сад площадью 5000 м², построил три роскошных дома, которые были великолепно обставлены и украшены изысканной итальянской и французской мебелью, картинами и скульптурами, фарфором и серебром, посудой и светильниками, также там была библиотека с книгами по военным дисциплинам. 